# 티보
티보(TiVo)는 티보 주식회사에서 제작·판매하는 디지털 비디오 녹화기이다.
1999년 미국에서 시작하여, 뉴질랜드, 캐나다 등 여러 국가에서 판매한다.